# Banca Popolare di Mantova
La Banca Popolare di Mantova è stata un istituto di credito che iniziò a operare il 1º febbraio 2000 e che fece parte del Gruppo Banca Popolare di Milano fino al 1º gennaio 2017, quando quest'ultimo si fuse con il Gruppo Banco Popolare e diede vita al Banco BPM. La Banca Popolare di Mantova incorporò le filiali della Banca Popolare di Milano e contestualmente adottò la nuova denominazione di Banca Popolare di Milano S.p.A., per poi essere infine pienamente incorporata nella capogruppo Banco BPM nel 2018 e cessare di esistere come separata entità legale.

## Storia
La Popolare di Mantova nacque verso la fine del 1999, per volontà della Banca Popolare di Lodi e di alcuni rappresentanti del mondo economico mantovano, attraverso l'operazione di acquisizione e trasformazione della Banca Operaia Cooperativa di Pescopagano (istituto fondato nel 1883 nella provincia di Potenza).
La banca si rivolgeva principalmente alle famiglie e alle piccole e medie imprese, poteva contare sulla sede nel centro di Mantova ed altri 16 sportelli in tutta la provincia virgiliana: Sede Mantova, Mantova Ag.1, Mantova Ag.2, Mantova Cittadella, Asola, Bagnolo San Vito, Castiglione delle Stiviere, Cerese, Goito, Guidizzolo, Levata di Curtatone, Pegognaga, Poggio Rusco, Porto Mantovano, Suzzara, Viadana, Volta Mantovana. 
Lo sviluppo del piano sportelli subì un arresto quando la Banca Popolare di Lodi (che nell'aprile 2006 si era trasformata in Banca Popolare Italiana) si integrò con il Banco Popolare di Verona e Novara, cosicché anche la Banca Popolare di Mantova entrò a far parte del Gruppo Banco Popolare (1º luglio 2007).
Il 22 dicembre 2008, la Banca Popolare di Milano acquistò dal Banco Popolare il 56,99% della Popolare di Mantova per 32,49 milioni di euro. Altri azionisti rilevanti della banca erano Omniaholding S.p.A. con il 13,89% e F.lli Corneliani S.p.A. con il 3,125%.
Con efficacia in un momento immediatamente precedente l’efficacia della fusione tra il Banco Popolare e la Banca Popolare di Milano dalla quale il 1º gennaio 2017 è nato il Banco BPM, i 637 sportelli della Banca Popolare di Milano furono scorporati a favore della Banca Popolare di Mantova che ha adottò la nuova denominazione di Banca Popolare di Milano S.p.A. aggiungendo anche le sue 11 filiali per raggiungere un totale di 648, diventando una banca-rete controllata e soggetta alla direzione e coordinamento del Banco BPM. A Novembre 2018, infine, la banca è stata incorporata nella capogruppo Banco BPM e ha cessato di esistere come distinta entità legale.